# Sprüth Magers (Galerie)
Die Galerie Sprüth Magers ist eine deutsche Kunstgalerie, die im Jahr 1998 von Monika Sprüth und Philomene Magers gegründet wurde. Es bestehen Niederlassungen in Berlin, London und Los Angeles.

## Geschichte
Monika Sprüth eröffnete im Jahr 1983 in der Kölner Altstadt ihre erste Galerie für Frauen. Sie setzte sich für aufstrebende Künstler wie Jenny Holzer, Barbara Kruger, Cindy Sherman und Rosemarie Trockel ein.
Im Jahr 1991 wurde von Philomene Magers, ebenfalls in Köln, eine Galerie eröffnet. Sie konzentrierte sich hauptsächlich auf eine frühere Generation von Künstlern, als die von Sprüth vertretene. So vertrat sie beispielsweise die Künstler Donald Judd, Robert Morris, Dan Flavin, Ad Reinhardt, John Baldessari und Richard Artschwager. Magers zeigte allerdings auch Arbeiten jüngerer Künstler wie Sylvie Fleury und Karen Kilimnik.
Die sich ergänzenden Programme und gemeinsamen Interessen von Monika Sprüth und Philomene Magers führten im Jahr 1998 zum Entschluss, beide Galerien zusammenzuschließen. Es folgten Niederlassungen in München, Berlin und London. Die Kölner und die Münchner Galerien wurden im Jahr 2008 geschlossen. 2016 eröffnete die Galerie eine Dependance in Los Angeles. In der ZEIT beschrieb Tobias Timm Sprüth und Magers als „die beiden wohl erfolgreichsten Galeristinnen der Welt.“

## Publikationen (Auswahl)
- Monika Sprüth; Philomene Magers (Hrsg.): Frances Scholz. Ich geb der Welt die Abstraktion zurück. Dumont Buchverlag, 2008, ISBN 978-3-8321-9028-6.
- Monika Sprüth; Philomene Magers (Hrsg.): Thomas Scheibitz, the goldilocks zone. Verlag der Buchhandlung König, 2009, ISBN 978-3-86560-529-0.